# Lưu Hồng Kiến
Lưu Hồng Kiến (tiếng Trung giản thể: 刘洪建, bính âm Hán ngữ: Liú Hóngjiàn, sinh tháng 1 năm 1973, người Hán) là chính trị gia nước Cộng hòa Nhân dân Trung Hoa. Ông là Ủy viên dự khuyết Ủy ban Trung ương Đảng Cộng sản Trung Quốc khóa XX, hiện là Thường vụ Tỉnh ủy Vân Nam, Bí thư Thành ủy Côn Minh. Ông từng là Bí thư Ủy ban Chính Pháp Tỉnh ủy Vân Nam; Phó Tỉnh trưởng Vân Nam.
Lưu Hồng Kiến là đảng viên Đảng Cộng sản Trung Quốc, học vị Cử nhân Sinh vật học, nghiên cứu sinh triết học. Ông có gần 30 năm công tác ở Phúc Kiến trước khi được điều tới Vân Nam.

## Xuất thân và giáo dục
Lưu Hồng Kiến sinh vào tháng 1 năm 1973 tại huyện Phúc Đỉnh, nay là thành phố cấp huyện thuộc địa cấp thị Ninh Đức, tỉnh Phúc Kiến, Cộng hòa Nhân dân Trung Hoa. Ông lớn lên và tốt nghiệp cao trung ở Phúc Đỉnh, thi cao khảo vào năm 1989 và đỗ Đại học Sư phạm Phúc Kiến, nhập học hệ sinh vật vào tháng 9 cùng năm và tốt nghiệp cử nhân chuyên ngành này vào tháng 7 năm 1993. Ông được kết nạp Đảng Cộng sản Trung Quốc vào tháng 4 năm 1996, đến tháng 9 năm 2003 thì ông tham gia chương trình nghiên cứu sinh tại chức ngành triết học dành cho cán bộ của Trường Đảng Tỉnh ủy Phúc Kiến cho đến tháng 1 năm 2006. Vào tháng 9 năm 2019, ông tham gia khóa bồi dưỡng và huấn luyện cán bộ trung, thanh niên tại Trường Đảng Trung ương Đảng Cộng sản Trung Quốc cho đến tháng 1 năm 2020.

## Sự nghiệp

### Phúc Kiến
Tháng 9 năm 1993, sau khi tốt nghiệp Sư phạm Phúc Kiến, Lưu Hồng Kiến được phân về quê nhà Phúc Đỉnh làm giáo viên ở Trường Đảng Huyện ủy. Vào năm 1995, khi huyện Phúc Đỉnh được nâng cấp thành thành phố cấp huyện, huyện ủy trở thành thị ủy, ông chuyển sang giảng dạy ở Trường Đảng Thị ủy Phúc Đỉnh, thăng chức làm Phó Chủ nhiệm Văn phòng trường. Đến tháng 12 năm 1998, ông chuyển cơ quan sang Văn phòng Thị ủy làm chuyên viên thông tin ngạch khoa viên rồi khoa trưởng, và thư ký cấp khoa trưởng. Được 2 năm thì ông được điều về trấn Tiền Kỳ của Phúc Đỉnh làm Phó Bí thư phụ trách tổng hợp chính trị của Đảng ủy trấn, sau đó là Phó Bí thư Trấn ủy, Bí thư Ủy ban Kiểm Kỷ Đảng ủy trấn Tiền Kỳ. Tháng 5 năm 2003, ông được chuyển sang làm Phó Bí thư Đảng ủy, Chủ nhiệm Ủy ban Quản lý Khu Khai phát Long An – một khu vực kinh tế đặc biệt của Phúc Đỉnh, rồi sau đó là Bí thư Đảng ủy. Ở Long An 4 năm cho đến tháng 3 năm 2007 thì ông được điều lên làm Chủ nhiệm Văn phòng Thị ủy Phúc Đỉnh, được bầu vào Ủy ban Thường vụ Thị ủy Phúc Đỉnh, giữ thêm các chức vụ là Chủ nhiệm Ủy ban Quản lý khu danh lam thắng cảnh núi Thái Mỗ, Cục trưởng Cục Du lịch Phúc Đỉnh, Bí thư Đảng ủy trấn Tần Tự những năm 2008–11. Tháng 3 năm 2011, ông rời quê hương Phúc Đỉnh sau gần 20 năm công tác, tới huyện Hà Phố nhậm chức Thường vụ Huyện ủy, Phó Huyện trưởng. Ở Hà Phố gần 1 năm thì ông lên Ninh Đức làm Cục trưởng Cục Hợp tác kinh tế mậu dịch đối ngoại của Chính phủ Nhân dân địa cấp thị Ninh Đức.
Tháng 9 năm 2012, Lưu Hồng Kiến được phân sang khối xí nghiệp nhà nước, nhậm chúc Phó Tổng giám đốc Tập đoàn Trung Lữ Phúc Kiến – hãng phát triển du lịch tỉnh. Ba năm sau, Trung Lữ hợp nhất với Tập đoàn thực nghiệp Hoa Mân Phúc Kiến để thành lập Tập đoàn Khai phát Du lịch Phúc Kiến (FTDG), ông chuyển vị trí làm Phó Tổng giám đốc FTDG, rồi Tổng giám đốc, Phó Bí thư Đảng ủy, Đồng sự từ tháng 9 năm 2016. Đến tháng 8 năm 2018, ông được điều tới địa cấp thị Nam Bình làm Phó Bí thư Thị ủy, Thị trưởng Nam Bình.

### Vân Nam
Tháng 7 năm 2020, Lưu Hồng Kiến được điều tới Vân Nam, được bầu làm Phó Tỉnh trưởng Vân Nam, Thành viên Đảng tổ Chính phủ Nhân dân tỉnh Vân Nam. Tới tháng 5 năm 2021,ông được bầu vào Ủy ban Thường vụ Tỉnh ủy, phân công làm Bí thư Ủy ban Chính Pháp Tỉnh ủy Vân Nam. Sau đó nửa năm, trong ngày 1 tháng 12 thì ông được điều về thủ phủ Côn Minh làm Bí thư Thành ủy kiêm Bí thư thứ Nhất Đảng ủy Khu Cảnh bị Côn Minh, đồng thời là Bí thư Ủy ban Công tác Đảng Tân khu Điền Trung. Cuối năm 2022, ông là đại biểu của đoàn Vân Nam dự Đại hội Đảng Cộng sản Trung Quốc lần thứ XX. Trong quá trình bầu cử tại đại hội, ông được bầu là Ủy viên dự khuyết Ủy ban Trung ương Đảng Cộng sản Trung Quốc khóa XX.